# Marcel Schüpbach
Marcel Schüpbach, né le 4 août 1950 à Zurich, est un cinéaste suisse, qui travaille également à la Télévision suisse romande. 

## Biographie
Dès l'âge de quinze ans, Marcel Schüpbach se passionne pour le cinéma et tourne de nombreux films expérimentaux en 8mm. En 1971, il réalise Murmure, son premier court métrage professionnel, un portrait de son grand-père chaux-de-fonnier. Il tourne encore plusieurs courts métrages, dont Lermite en 1979, un hommage au peintre Jean-Pierre Schmid, avant de réaliser en 1983 son premier long métrage de fiction, L'Allégement, d'après un récit de l'écrivain jurassien Jean-Pierre Monnier. Le film est sélectionné en compétition au festival de Locarno où il obtient le Grand Prix du jury des jeunes. Suivent Happy end, en 1987, et Les agneaux en 1995, sa dernière fiction à ce jour[Quand ?]. En 2001, le réalisateur accompagne Maurice Béjart dans le labyrinthe de la création d'un ballet nommé Lumière. Ce sera B comme Béjart, présenté en sélection officielle à la Mostra de Venise. En 2005, Schüpbach suit pendant plusieurs mois Carla Del Ponte, procureur du Tribunal pénal international pour l'ex-Yougoslavie, dans sa traque aux criminels de guerre encore en fuite. La liste de Carla connaît une diffusion mondiale.
Parallèlement au cinéma, Marcel Schüpbach collabore régulièrement aux magazines d'information de la Radio-Télévision suisse. Il a réalisé à ce jour plus d'une quarantaine de grands reportages en Suisse et à l'étranger. À Cannes, en 1988, son Violon passion, qui raconte la relation du violoniste Pierre Amoyal avec son Stradivarius, a obtenu un FIPA d'Or lors du Festival international des programmes audiovisuels. Récemment Marcel Schüpbach a été producteur de l'émission Temps présent, magazine de reportages sur la RTS.
En 2012, Marcel Schüpbach dépose ses archives à la Cinémathèque suisse.

## Fiction
- 1971 : Murmure (court métrage)
- 1974 : Claire au pays du silence (court métrage)
- 1979 : Lermite (court métrage), hommage au peintre jurassien Jean-Pierre Schmid (1920-1977), dit Lermite
- 1983 : L'Allégement, 75 min, avec Anne Caudry, Anne-Marie Blanc, Serge Avédikian, Hanns Zischler
- 1987 : Happy End, 95 min, avec Carlo Brandt, Marie-Luce Felber
- 1995 : Les Agneaux, 90 min, avec Richard Berry, Julia Maraval, Alexis Tomassian, Brigitte Roüan

## Documentaire
- B comme Béjart (Béjart into the light), avec le Béjart Ballet Lausanne, CAB Productions 2001.
- Les Hommes du tunnel, 2004
- La liste de Carla (Carla's List), sur Carla Del Ponte, CAB Productions 2005.